# Бенетти, Ромео
Роме́о Бене́тти (итал. Romeo Benetti; 20 октября 1945, Альбаредо-д'Адидже) — итальянский футболист, полузащитник. Выступал за сборную Италии. После завершения карьеры игрока, работал тренером. Провёл 9 матчей в финальных стадиях чемпионата мира. Считался довольно жёстким игроком: «Знаете, я очень благодарен всем тем, кому я обязан этой репутацией. Из-за страха быть поломанными мои оппоненты не особо дорожили мячом, в общем, я производил на них хорошее впечатление».

## Карьера
Ромео Бенетти начал карьеру в клубе серии D, «Больцано». Затем играл за команды серии С и В, «Сиена», «Таранто Спорт» и «Палермо», где он стал одним из лучших игроков второго итальянского дивизиона.
Летом 1968 года Бенетти перешёл в «Ювентус», приглашённый Эриберто Эррерой, решившим перестроить полузащиту команды. 8 сентября 1968 года он дебютировал в составе «Ювентуса» в матче Кубка Италии с «Чезеной»; игра завершилась вничью 0:0. 29 сентября он сыграл свой первый мяч в серии А, в котором «бьянконери» сыграли вничью 3:3 с «Аталантой». В том же сезоне он забил 3 гола в матче Кубка Италии в ворота «Сампдории». Но, несмотря на то, что он стал твёрдым игроком основы «Юве», Бенетти, из-за склада своего характера, не мог найти общий язык с партнёрами по команде, дель Солем, Шинесиньо и другими, вне поля. «Ювентус» в том сезоне занял 5-е место в чемпионате.
По окончании сезона, Бенетти перешёл в «Сампдорию», которая предложила купить полузащитника, как часть сделки за переход в стан «Старой Синьоры» двух своих игроков, Роберто Вьери и Франческо Морини. С «Сампдорией» Бенетти занял 13-е место в чемпионате Италии, лишь за 4 тура до конца обеспечившей сохранение прописки в серии А.
В 1970 году Бенетти перешёл в «Милан». В составе россонери он дебютировал 2 сентября 1970 года в матче Кубка Италии с «Варезе», который «Милан» выиграл 4:0. В составе «Милана» он выступал 6 лет, проведя 251 матч и забив 49 голов, часть из которых он выводил клуб в качестве капитана команды. Он выиграл с клубом два Кубка Италии и Кубок Кубков. Последний матч за «Милан» Бенетти провёл 26 июня 1976 года против «Фиорентины» (1:1) в Кубке Италии. Летом того же года он был обменян у «Ювентуса» на Фабио Капелло. Также причиной трансфера Бенетти стал уход из «Милана» в «Ювентус» главного тренера «россонери», Джованни Трапаттони.
В «Ювентусе» Бенетти провёл 3 сезона. Он стал настоящим лидером команды, при этом Трапаттони смог использовать все лучшие качества игрока, такие как жёсткость и умение бороться. С «Юве» Бенетти выиграл два чемпионата Италии и Кубок УЕФА. Последний матч за «Юве» он провёл 20 июня 1979 года против «Палермо» (2:1). По завершении сезона, Бенетти попросил отпустить его из «Ювентуса». После этог он перешёл в «Рому», где в 1981 году завершил футбольную карьеру.

## Статистика
| Сезон   | Клуб          | Лига    | Чемпионат | Чемпионат | Кубок | Кубок | Еврокубки | Еврокубки |
| Сезон   | Клуб          | Лига    | Игры      | Голы      | Игры  | Голы  | Игры      | Голы      |
| ------- | ------------- | ------- | --------- | --------- | ----- | ----- | --------- | --------- |
| 1963/64 | Больцано      | Серия D | 32        | 10        | ?     | ?     | —         | —         |
| 1964/65 | Сиена         | Серия С | 31        | 7         | ?     | ?     | —         | —         |
| 1965/66 | Таранто Спорт | Серия С | 30        | 7         | ?     | ?     | —         | —         |
| 1966/67 | Таранто Спорт | Серия С | 33        | 4         | ?     | ?     | —         | —         |
| 1967/68 | Палермо       | Серия В | 35        | 2         | ?     | ?     | —         | —         |
| 1968/69 | Ювентус       | Серия А | 24        | 1         | 5     | 3     | 4         | 1         |
| 1969/70 | Сампдория     | Серия А | 27        | 2         | ?     | ?     | —         | —         |
| 1970/71 | Милан         | Серия А | 28        | 6         | 9     | 3     | ?         | ?         |
| 1971/72 | Милан         | Серия А | 29        | 4         | 7     | 1     | ?         | ?         |
| 1972/73 | Милан         | Серия А | 29        | 7         | 7     | 1     | ?         | ?         |
| 1973/74 | Милан         | Серия А | 26        | 5         | 6     | 1     | ?         | ?         |
| 1974/75 | Милан         | Серия А | 28        | 5         | 11    | 1     | ?         | ?         |
| 1975/76 | Милан         | Серия А | 30        | 5         | 0     | 0     | ?         | ?         |
| 1976/77 | Ювентус       | Серия А | 30        | 4         | 9     | 0     | 12        | 2         |
| 1977/78 | Ювентус       | Серия А | 27        | 5         | 4     | 2     | 7         | 1         |
| 1978/79 | Ювентус       | Серия А | 26        | 3         | 9     | 1     | 2         | 0         |
| 1979/80 | Рома          | Серия А | 25        | 1         | ?     | ?     | —         | —         |
| 1980/81 | Рома          | Серия А | 2         | 0         | ?     | ?     | 1         | 0         |

## Достижения
- Обладатель Кубка Италии: 1972, 1973, 1980, 1981
- Обладатель Кубка Кубков: 1973
- Чемпион Италии: 1977, 1978
- Обладатель Кубка УЕФА: 1977